# Amazië
Amazië is een mogelijk toekomstig supercontinent en een alternatief voor Pangea Ultima. In dit scenario schuift de Pacifische Plaat onder Eurazië en Amerika, waardoor de Grote Oceaan uiteindelijk zal sluiten. Hierdoor botst Amerika op Eurazië, en ontstaat er een nieuw supercontinent. 
Als Amazië in de toekomst werkelijk gevormd zal worden, dan gebeurt dit over ongeveer 250 miljoen jaar.